# 柳沢信有
柳沢 信有（やなぎさわ のぶとう、宝暦2年2月23日（1752年4月7日） - 寛政9年3月23日（1797年4月19日））は、越後黒川藩の第5代藩主。4代藩主・柳沢保卓の長男。母は植村家敬の娘。正室は柳沢信昌（大和郡山藩主・柳沢吉里の五男）の娘、継室は阿部正福の娘。子は柳沢光被（長男）、柳沢資顕（次男）。官位は従五位下、伊勢守、和泉守、伊賀守。
安永3年（1774年）、父の死により家督を相続する。寛政9年（1797年）に死去し、跡を長男の光被が継いだ。

## 系譜
父母
- 柳沢保卓（父）
- 植村家敬の娘（母）

正室、継室
- 柳沢信昌の娘（正室）
- 阿部正福の娘（継室）

側室
- 吉川氏
- 井上氏

子女
- 柳沢光被（長男） 生母は吉川氏
- 柳沢資顕（次男） 生母は井上氏